# Kenshin : La Fin de la légende
Série
Kenshin : Kyoto Inferno
(2014) Kenshin : L'Achèvement
(2021)
Pour plus de détails, voir Fiche technique et Distribution.
Kenshin : La Fin de la légende (るろうに剣心 伝説の最期編, Rurōni Kenshin: Densetsu no saigo-hen) est un film japonais réalisé par Keishi Ōtomo sorti en 2014. Il s'agit d'une adaptation cinématographique de la série de mangas Kenshin le vagabond de Nobuhiro Watsuki. Le film est le troisième opus d'une trilogie, faisant suite aux films Kenshin le Vagabond sorti en 2012 et Kenshin : Kyoto Inferno sorti en 2014 au Japon.

## Synopsis
Dans un flash-back, Hiko Seijūrō découvre un jeune Shinta en train de creuser des tombes pour les bandits et les esclavagistes tués au combat. Shinta explique que toutes les personnes ne sont que des corps après la mort. Hiko décide de prendre Shinta comme élève et le nomme "Kenshin". Ce dernier se réveille chez Maître Hiko et demande si son ami (Kaoru) a également été tué. Il est inconscient depuis trois jours et son maître lui dit que son ami est probablement mort. Kenshin demande à connaître la dernière technique Hiten Mitsurugi, "Amakakeru Ryu no Hirameki", afin de vaincre Shishio Makoto et d'empêcher son assaut. Hiko accepte et les deux se lancent dans un duel pour commencer son entraînement.
Shishio apparaît au large de la côte de Tokyo dans un grand cuirassé noir vêtu de fer et demande au Premier ministre de lui rendre visite pour discuter de la situation. Après avoir invité les ministres à le rejoindre pour un repas, l'un d'entre eux se met en colère et est tué par l'un des hommes de Shishio. Le Premier ministre tente de rétablir l'ordre et le décorum, mais Shishio les emmène et les fait prisonniers lorsqu'ils tentent de partir, tuant tous les membres du gouvernement, à l'exception du Premier ministre. Shishio demande que Battousai lui soit amené pour la vie du Premier ministre. Fujita est toujours à la recherche de Battousai et est dégoûté de la façon dont le gouvernement gère l'affaire en cédant au chantage de Shishio.
Yahiko trouve une affiche exigeant que "Battousai" Kenshin soit arrêté. Sagara et lui-même se rendent compte que Kenshin doit être encore en vie. Ils partent pour Tokyo et le Kamiya Dojo avec Misao afin de le retrouver et de rechercher Kaoru. Une jeune femme les aborde avec un foulard au moment de leur départ, ce que Misao reconnaît comme un bandage avec lequel elle a bandé Kaoru et ils se sont précipités. Ils apparaissent à l'extérieur d'un hôpital et entrent pour trouver Kaoru inconscient et vivant.
Kenshin est incapable de comprendre ce qui lui manque, et s'engage donc dans un autre duel avec Maître Hiko. Il apprend qu'il a jeté sa volonté de vivre pendant qu'il était l'assassin Battousai, et comme il n'a aucune intention de sortir vivant, il ne sera pas en mesure de vaincre Shishio. Hiko souligne qu'il a perdu son instinct de tueur avec son serment de ne pas tuer et son épée "ridicule", après tout ce sont les forts qui survivent et les faibles qui meurent. Cette nuit-là, Hiko dit qu'il manque quelque chose à Kenshin et qu'il lui donnera la nuit pour y réfléchir. S'il ne peut pas trouver ce que c'est, il mourra demain. Le lendemain matin, Hiko dévoile à Kenshin sa dernière tâche en tant que maître. Sans se rendre compte de ce qui manque, Kenshin reviendra à son ancienne coutume et Hiko doit donc tuer Battousai. Kenshin écoute alors qu'on lui dit qu'il ne peut pas apprendre le secret tant qu'il ne se rend pas compte que la volonté de vivre est primordiale. et ainsi il a appris le secret d'Amakakeru.
Kaoru se réveille de son coma et alors que Kenshin termine son entraînement et est sur le point de partir, Misao arrive avec la nouvelle. Elle dit également à Kenshin qu'il a été qualifié de criminel recherché dans tout le Japon pour son travail en tant que Battousai à l'époque Bakumatsu. Sachant que Shishio a l'intention de prendre Tokyo prochainement, Kenshin a l'intention de rentrer chez lui par une route secrète que lui ont donnée les Oniwabanshu à l'Aoiya Inn. Ils découvrent qu'Okina a pris de l'avance et rencontre Aoshi, qui guettait Kenshin sur cette route. Kenshin et Misao arrivent et Kenshin se bat avec Aoshi, au cours duquel Okina meurt de ses blessures. De retour à l'Aoiya, Misao s'occupe d'Aoshi et le convainc de retourner à Oniwabanshu. Sur le cuirassé de Shishio, Shishio, son partenaire Yumi et l'un de ses hommes, Hori, découvrent qu'en raison de son incapacité à transpirer, il ne peut se battre que quinze minutes sans mettre sa santé en péril.
Kenshin revient au dojo Kamiya Kashin. Megumi, qui s’occupe du dojo en l’absence de Kaoru, lui souhaite la bienvenue, mais peu après son arrivée, la police arrive pour l’appréhender. Voulant empêcher de nouvelles violences, il se rend et est emmené au chef du ministère de l'Intérieur, Ito. Ito explique qu'il avait tenté de convaincre Shishio d'abandonner son projet de renversement du gouvernement Meiji, mais que les négociations s'étaient soldées par un désastre et que Shishio, toujours amer après les traitements cruels qu'il avait infligés au nouveau gouvernement (brûlé vif), ne laisserait que quitter le gouvernement. être pour le moment si Kenshin ont été arrêtés et exécutés. Sinon, il a l'intention d'attaquer Tokyo. Kenshin convainc Ito qu'il peut vaincre Shishio s'il l'aide. Ito décide apparemment de passer à l'exécution de toute façon. Kaoru, Sano et Yahiko rentrent à Tokyo peu de temps après et découvrent avec horreur que Kenshin doit être exécuté le même jour. Les hommes de Shishio assistent à l'exécution pour s'assurer qu'Ito poursuive les négociations. 
L'exécution, cependant, est simplement mise en scène et Kenshin est libéré et aidé à vaincre les hommes par Hajime Saito. Sano les rejoint et les trois sont ramés au cuirassé de Shishio. En cherchant Shishio, Kenshin rencontre à nouveau Seta Soujiro et les deux parties. Kenshin en sort victorieux et Soujiro, qui avait cru au départ que Kenshin était faible, est écrasé et confus. Kenshin trouve finalement Shishio, Yumi et Hori en attente dans la cale du navire. un duel s'ensuit entre Kenshin et Shishio, qui domine facilement Kenshin. Saito arrive immédiatement après, suivi de Sano et Aoshi, qui les ont suivis depuis Kyoto, mais même les quatre ensemble ne font pas le poids face à Shishio. Shishio atteint sa limite et Yumi tente de le protéger de Kenshin pendant que Shishio les poignarde tous les deux, la tuant. Pendant ce temps, les hommes d'Ito commencent à tirer sur le navire, dans l'intention de le couler et de noyer Shishio et Kenshin à l'intérieur. Shishio condamne Kenshin pour avoir aidé un tel gouvernement. Kenshin convient que le nouveau gouvernement Meiji est fautif, mais affirme que l'âge des assassins comme lui et Shishio est révolu et qu'il ne devrait plus y avoir de violence. Il parvient à vaincre Shishio en utilisant Amakakeru, sans toutefois le blesser physiquement. Shishio, qui a longtemps atteint sa limite et dont le corps est surchauffé, prend feu et brûle à mort sous les yeux du groupe.
Saito, Aoshi, Sano et Kenshin s'échappent du navire avant qu'il ne coule et soient ramenés à terre, où Kaoru, Yahiko, Misao et le ministère de l'Intérieur attendent. Ito reconnaît Kenshin comme étant Kenshin pour la première fois et déclare que Battousai est mort, et ses hommes saluent le groupe en tant que héros. Aoshi et Misao rentrent à Kyoto et Kaoru, Kenshin, Yahiko et Sano retournent au dojo. Kaoru note le changement de saison, ainsi que la fin de la vie de Kenshin en tant que Battousai. Kenshin exprime son désir de continuer à vivre au dojo et d'aller de l'avant dans la nouvelle ère et invite Kaoru à aller de l'avant avec lui.

## Fiche technique
- Titre : Kenshin : La Fin de la légende
- Titre original : るろうに剣心 伝説の最期編 (Rurōni Kenshin: Densetsu no saigo-hen?)
- Réalisateur : Keishi Ōtomo
- Scénario : Keishi Ōtomo et Kiyomi Fujii, d'après le manga de Nobuhiro Watsuki
- Photographie : Takurō Ishizaka (ja)
- Montage : Tsuyoshi Imai (ja)
- Musique : Naoki Satō
- Producteur : Satoshi Fukushima
- Société de distribution : Warner Bros. Pictures
- Pays de production :  Japon
- Langue : japonais
- Format : couleur - 2,35:1 - 35 mm - Dolby Digital
- Genre : action ; chanbara
- Durée : 135 minutes
- Date de sortie :
  - Japon : 13 septembre 2014[1]
- Budget : 30 millions USD (partagés avec Kyoto Inferno)

## Distribution
- Takeru Satō : Kenshin Himura
- Emi Takei : Kaoru Kamiya
- Tatsuya Fujiwara : Makoto Shishio
- Yōsuke Eguchi : Hajime Saito
- Yūsuke Iseya : Aoshi Shinomori
- Munetaka Aoki (en) : Sanosuke Sagara
- Yū Aoi : Megumi Takani
- Kaito Oyagi : Yahiko Myojin
- Ryūnosuke Kamiki : Sojiro Seta
- Tao Tsuchiya : Makimachi Misao
- Min Tanaka : Kashiwazaki Nenji

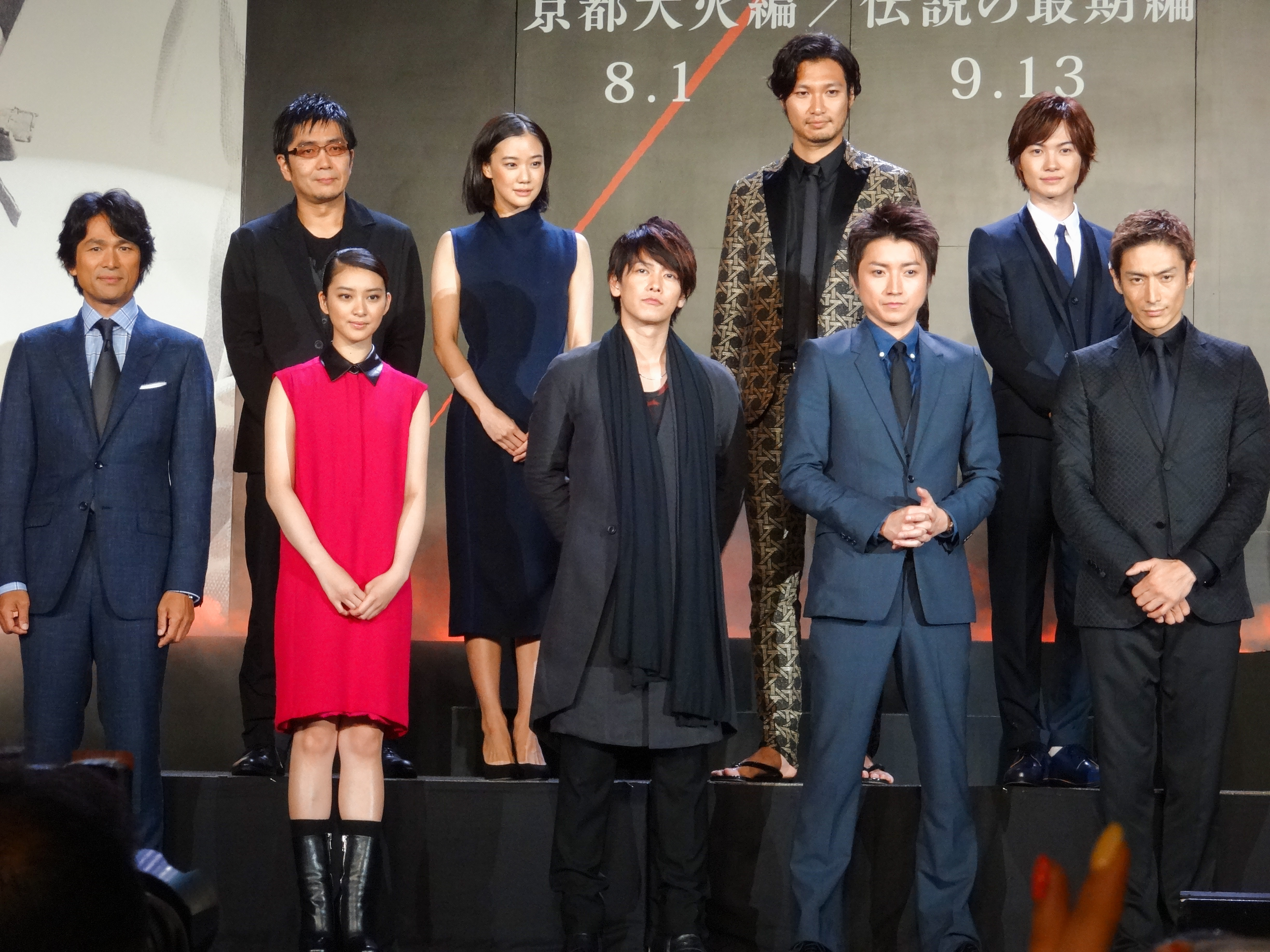
Les acteurs du film lors de la première à Tokyo.

- Kazufumi Miyazawa : Toshimichi Ookubo
- Yukiyoshi Ozawa : Ito Hirobumi
- Ryosuke Miura : Sawagejo Cho
- Maryjun Takahashi : Komagata Yum
- Ken'ichi Takitō : Sadojima Hoji
- Masaharu Fukuyama : Seijuro Hiko
- Tomomi Maruyama : Anji Yukyuzan